# Салтыков, Дмитрий Гаврилович
Дми́трий Гаври́лович Салтыко́в (15 мая 1905, д. Мари-Луговая, Чебоксарский уезд, Казанская губерния — 13 августа 1987, г. Йошкар-Ола, Марий Эл) — советский юрист, административный руководитель, общественно-политический деятель. Заместитель Председателя Президиума Верховного Совета Марийской АССР 3 созыва (1951—1955). Председатель Марийского областного Совета профсоюзов (1948—1952), председатель Президиума коллегии адвокатов Марийской АССР (1960—1965). Участник Великой Отечественной войны. Член ВКП(б).

## Биография
Родился 15 мая 1905 года в д. Мари-Луговая ныне Звениговского района Марий Эл в крестьянской семье. Подростком работал рабочим на лесопильном заводе, затем — в Звениговском райисполкоме. В 1936 году окончил вечерний рабфак Горьковского института инженеров водного транспорта.
С 1938 года служил в Верховном суде и Народном комиссариате юстиции Марийской АССР, с августа 1941 года по сентябрь 1942 года был судьей народного суда первого участка г. Йошкар-Олы.
16 сентября 1942 года призван в РККА. Участник Великой Отечественной войны: политработник стрелкового батальона на Центральном, 1 и 2 Белорусских фронтах, капитан. Дважды ранен. После окончания войны продолжил служить в составе группы советских войск в Германии. Демобилизовался 4 февраля 1947 года. За боевые заслуги награждён 2-мя орденами Красной Звезды (1944, 1945), орденом Отечественной войны II степени (1943), медалями «За Победу над Германией в Великой Отечественной войне 1941—1945 гг.» и «За освобождение Варшавы». В 1985 году ему вручён орден Отечественной войны I степени.
С марта 1947 года в Йошкар-Оле: заместитель управляющего делами Совета Министров Марийской АССР, заместитель министра юстиции республики. В 1948—1952 годах возглавлял Марийский областной Совет профсоюзов. Был избран депутатом Верховного Совета Марийской АССР 3 созыва (1951—1955), где занял пост Заместителя Председателя Президиума Верховного Совета.
В 1953 году окончил Всесоюзный заочный юридический институт в Москве. В 1957 году стал членом Верховного суда Марийской АССР, в 1960 году — первым заместителем Председателя Верховного суда МАССР.
С января 1960 года вплоть до выхода в феврале 1965 года на заслуженный отдых был председателем Президиума коллегии адвокатов Марийской АССР. Затем в течение 2-х лет был членом Коллегии адвокатов юридической консультации г. Йошкар-Олы.
Его труд депутата и общественно-политического деятеля отмечен орденом «Знак Почёта», почётными грамотами Президиума Верховного Совета Марийской АССР.
Умер 13 августа 1987 года в Йошкар-Оле.

## Награды
- Орден Отечественной войны I степени (06.04.1985)[7]
- Орден Отечественной войны II степени (05.07.1944)[8]
- Орден Красной Звезды (29.11.1944; 02.06.1945)[9][10]
- Орден «Знак Почёта» (1951)[4]
- Медаль «За освобождение Варшавы» [11]
- Медаль «За победу над Германией в Великой Отечественной войне 1941—1945 гг.» (09.05.1945)[11]
- Почётная грамота Президиума Верховного Совета Марийской АССР (1955, 1957)[4]